# Zomba (distrikt)

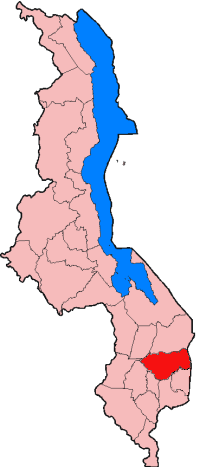
Distriktets placering i Malawi.

Zomba är ett av Malawis 28 distrikt och ligger i Southern Region. Distriktet har 558 132 invånare (2004) och en yta på 2 580 km². Huvudort i distriktet är Zomba.